# 兵庫県立のじぎく特別支援学校
兵庫県立のじぎく特別支援学校（ひょうごけんりつ のじぎく とくべつしえんがっこう）は、兵庫県神戸市西区北山台2丁目にある県立特別支援学校。肢体不自由および知的障害がある児童・生徒を教育対象とする。
校名の「のじぎく」は、当初県下全域を校区としていたことから、県花「ノジギク」から校名を取った。肢体不自由校として出発したが、兵庫県及び神戸市の特別支援学校再編により知的障害部門を開設し、現在は知肢併置校となっている

## 設置学部
- 幼稚部（わかあゆ・おおぞら分教室のみ）
- 小学部
- 中学部
- 高等部（本校のみ）

### 分教室

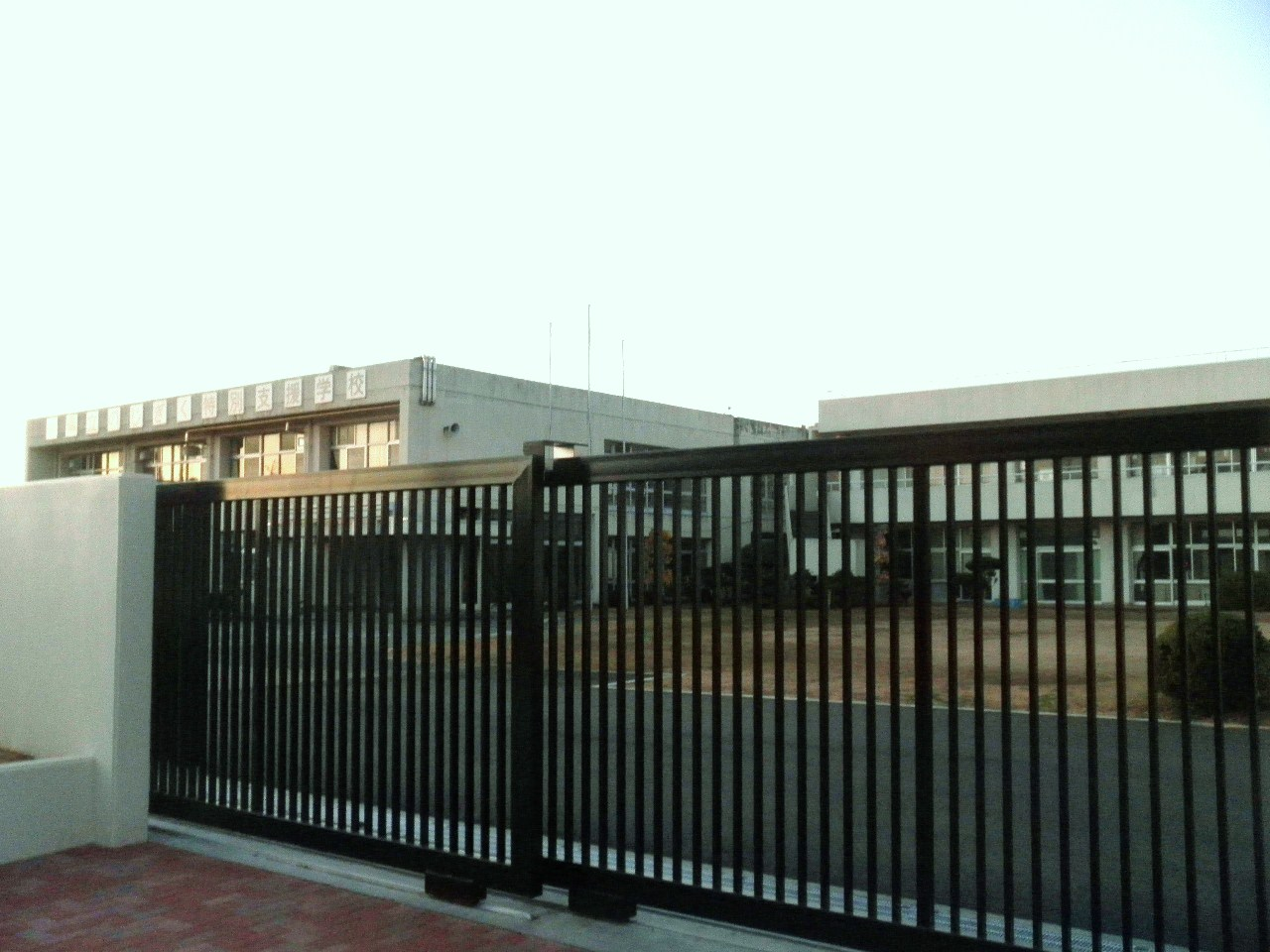
正門

- わかあゆ分教室：兵庫県加東市下滝野1283-1
位置:北緯34度56分37.2秒 東経134度56分2.5秒 / 北緯34.943667度 東経134.934028度
北播肢体不自由児機能回復訓練施設事務組合わかあゆ園に通園する児童・生徒を対象とする（現在休級中）
- おおぞら分教室：兵庫県神戸市西区曙町1070
位置:北緯34度40分13.8秒 東経134度58分38.9秒 / 北緯34.670500度 東経134.977472度
兵庫県立総合リハビリテーションセンターに併置。「肢体不自由児療護施設おおぞらのいえ」→現在の「障害児入所施設おおぞらのいえ」の小学部対象。2023年度より兵庫県立上野ケ原特別支援学校から総合リハ訪問学級を移管。

## 歴史
兵庫県立整肢施設のじぎく園→肢体不自由児施設兵庫県立のじぎく療育センターに入所する児童・生徒に教育を提供する学校（施設内校）として出発したが、2008年にのじぎく療育センターの兵庫県立総合リハビリテーションセンターへの機能移転（「おおぞらのいえ」開設）により、自宅及び施設等からの通学生のための特別支援学校へと改組された。 
- 1958年4月1日 - 兵庫県立上野ケ原養護学校のじぎく分校として開校。
- 1968年4月1日 - 兵庫県条例第22号により、兵庫県立のじぎく養護学校として発足。
- 1979年4月1日 - 滝野町立滝野東小学校・滝野町立滝野中学校の療育学級が県に移管され、北播肢体不自由児機能回復訓練施設事務組合わかあゆ園内にわかあゆ分教室設置。
- 2007年4月1日 - 学校名を兵庫県立のじぎく特別支援学校に変更。
- 2008年4月1日 - 知的障害者の受け入れを開始し、高等部とおおぞら分教室を設置。同時に本校の幼稚部を廃止。兵庫県立いなみ野特別支援学校（三木市・小野市）・神戸市立青陽西養護学校（西区の一部）から高等部生徒を移管（西区の一部の小・中学部は翌年に移管）。
- 2011年3月4日 - 新校舎（兵庫県立のじぎく療育センターの跡地）に移転。新校舎建設を請け負った建設業者はこの工事で「さわやかな県土づくり賞」を受賞した[3]。
- 2014年4月1日 - おおぞら分教室の高等部を廃止（分教室の高等部生徒は全員本校へ）。

## 通学区域
「兵庫県立特別支援学校通学区域」による。
- 神戸市西区（桜が丘・押部谷・神出の各中学校区 及び さわらび学園生）
- 三木市（知的の小・中学部を除く[5]）
- 小野市（知的の小・中学部を除く[5]）
- おおぞらのいえ入所者（肢体不自由部門のみ。小学部は分教室へ）

## 交通
- 神戸電鉄粟生線緑が丘駅より徒歩8分
- 神姫バス（6・80・81系統）のじぎく特別支援学校前より徒歩1分